# Die Bibel – Jeremia
Die Bibel – Jeremia (Originaltitel: Jeremiah) ist ein Fernsehfilm, der vom Leben des Propheten Jeremia erzählt.

## Handlung
Jeremia, der Sohn des Priesters Hilkija, empfängt bereits als Kind Visionen. Da die Einwohner Judas gottlos wurden, steht Jerusalem kurz vor der Zerstörung. Jeremia hat die Aufgabe, dies den Menschen zu verkünden, und erntet Spott und Ablehnung vor allem bei König Jojakim. Wenige Monate später lagert das Heer Babylons, angeführt von König Nebukadnezar II., vor den Stadtmauern, und ein jahrelanger Belagerungszustand beginnt. Jeremia jedoch hört nicht auf, von Umkehr zu predigen, selbst nicht, als der neue König Zidkija ihn ins Gefängnis werfen lässt.

## Kritik
„Solide gemachter, aber durch und durch konventioneller Bibelfilm, der besonders den Berufungskonflikt herausarbeitet und die spärlichen biografischen Daten im Rahmen vertretbarer Spekulationen ausschmückt.“

## Synchronisation
- Jeremia: Michael Walke
- Schafan: Joachim Kerzel
- Nebukadnezar: Klaus Maria Brandauer
- Hilkija: Walter Niklaus
- König Zidkija: Bernd Vollbrecht
- König Jojakim: Leon Boden
- Baruch: Alexander Döring
- Judith: Nana Spier
- Elischama: Stefan Staudinger
- Jeremias Mutter: Anita Zagaria
- Ephraim: Jan Spitzer
- Ebed Melech: Thorsten Münchow
- Nebusaradan: Klaus Lochthove
- Judiths Onkel: Peter Groeger